# José Fernando González Sánchez
José Fernando González Sánchez (Jaca, 28 de maig de 1836 - Madrid, 7 de juliol de 1915) fou un polític aragonès.

## Biografia
Pertanyia a una família humil, va estudiar el batxillerat a Lleida, es llicencià en dret a la Universitat de Saragossa, tot doctorant-se a la Universitat de Salamanca.
Es va establir a Madrid, on de la mà de Nicolás María Rivero i Emilio Castelar es va interessar per la política, alhora que col·laborava als diaris La Discusión i La Democracia. També treballà com a secretari de la Universitat Central de Madrid. El 1868 va dirigir el diari d'Alacant La Revolución, i el 1869 fou nomenat president d'honor del Cercle Republicà Federalista d'Alacant. Membre del Partit Republicà Democràtic Federal, fou elegit diputat per Osca a les eleccions generals espanyoles d'agost de 1872 i per Dolors a les eleccions generals espanyoles de 1873.
Durant la Primera República Espanyola fou sotsecretari de Governació, director general d'Instrucció Pública, ministre de Gràcia i Justícia sota Francesc Pi i Margall (juny de 1873) i ministre de Foment amb Nicolás Salmerón. Va presentar un projecte de llei d'educació força avançat per a la seva època i un altre de jurats mixtes. També va demanar l'abolició de l'esclavatge a Cuba i Puerto Rico
Quan es produí la restauració borbònica hagué d'exiliar-se a París fins que el govern liberal li va permetre tornar el 1881. Fou nomenat senador per la Societat Econòmica de Cuba el 1886-1887, el 1893-1894 i 1898, i per la província de Guadalajara de 1899 a 1902. Alhora, va exercir d'advocat i va fer gran amistat amb Francisco Giner de los Ríos, Gumersindo de Azcárate i Melquíades Álvarez, amb qui va formar el Partido Reformista.